# Шекспир, Джон

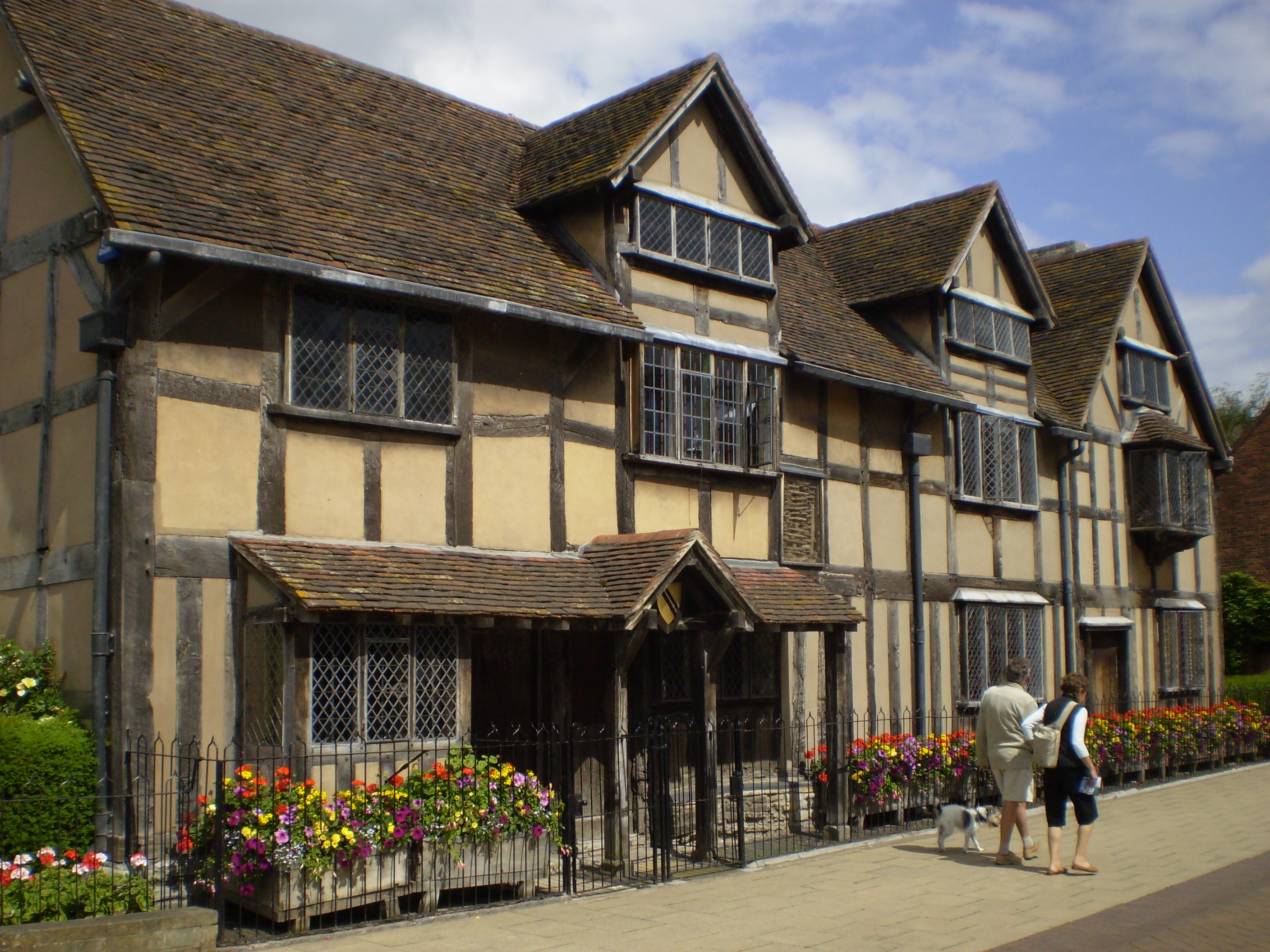
Отреставрированный дом Шекспира на Хенли-стрит в Стратфорде-на-Эйвоне, открытый для публики как место рождения Шекспира

Джон Шекспир (англ. John Shakespeare, ок. 1531 — 7 сентября 1601) — английский предприниматель из Стратфорда-на-Эйвоне и отец Уильяма Шекспира. По профессии он был перчаточником и мастером по обработке кожи. Джон Шекспир был избран на несколько муниципальных должностей, служил олдерменом и достиг пика карьеры в качестве судебного пристава, главного магистрата городского совета и мэра Стратфорда в 1568 г., а затем у него по неизвестным причинам начались трудные времена. После этого его дела снова пошли в гору, и за 5 лет до смерти он получил собственный герб — вероятно, благодаря усилиям своего сына, актёра и драматурга.
Он женился на Мэри Арден, от которой у него было 8 детей, 5 из которых дожили до совершеннолетия.

## Карьера и муниципальные обязанности
Он был сыном фермера Ричарда Шекспира из деревни Сниттерфилд в Уорикшире.
Джон Шекспир переехал в Стратфорд-на-Эйвоне в 1551 г., где он стал успешным дельцом, занимавшимся несколькими смежными профессиями. В это время в Стратфорде проживало около 1500 человек и было всего 200 домов. С 1556 по 1592 гг. в ряде официальных свидетельств он упоминается как перчаточный мастер, что, вероятно, и было основной его профессией, поскольку есть упоминания что он занимался этим ремеслом даже в преклонном возрасте, однако свидетельства о покупках недвижимости и о судебных расходах указывают на гораздо более высокий доход, чем доход мелкого торговца. Администрация имения его отца в 1561 г. называет его фермером. Он унаследовал и сдал в аренду сельскохозяйственные земли и был зарегистрирован как продавец леса и ячменя. В судебных протоколах он также задокументирован как «маклер» (brogger), нелицензированный и, следовательно, незаконный торговец шерстью. Кроме того, он покупал и сдавал в аренду дома. Он дважды привлекался к суду за нарушение законов о ростовщичестве, запрещавших взимать плату, выше установленного законом предела в 10 процентов.

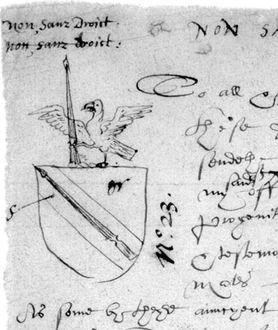
Герб Шекспира, пожалованный в 1596 г.

К 1552 г. он жил в доме на Хенли-стрит. 2 октября 1556 г., также купил часть дома на той же улице, в восточном крыле здания, которое сейчас называется местом рождения Шекспира. Был ли купленный в 1556 г. дом тем же самым домом, в котором он жил в 1552 г., неизвестно. В 1576 г. он приобрёл оставшуюся часть дома и объединил их вместе.
В 1556 г. Шекспир был избран городским дегустатором эля, это была первая из нескольких ключевых муниципальных должностей, которые он будет занимать в Стратфорде. На этой должности он отвечал за соблюдение весов, мер и цен трактирщиками и владельцами кабаков в своём районе, а также мясниками, пекарями и городскими торговцами. В 1558 г. он был назначен городским констеблем — это тогдашняя должность, аналогичная полицейскому констеблю. В 1559 г. он стал affeeror, то есть офицером, ответственным за начисление штрафов за правонарушения, влекущие за собой наказания, напрямую неопределённые существующими законами. Эта его обязанность привела к тому, что он стал горожанином-бюргером, а затем и камергером. Его знали по титулу «Goodman» — данный титул признавал его всевозраставший социальный статус в Стратфорде. К 1564 г. Шекспир был олдерменом, членом Общего зала (Common Hall) Стратфорда, и именно в этот год и родился Уильям.
В 1568 г. Шекспир был назначен верховным судебным приставом, эквивалент сегодняшнего мэра, он был избран общим советом горожан и олдерменов, что и дало ему право называться мастером Джоном Шекспиром. В этом качестве он председательствовал на заседаниях Записного Суда (Court of Record) и заседаниях совета. В своём районе судебный пристав был подаятелем, коронером, конфискатором и рыночным клерком, а также выполнял функции мирового судьи, выдавая ордера и ведя переговоры с лордом поместья от имени корпорации.
В 1569 г. Джон Шекспир подал заявку на герб; эта заявка — впоследствии отозванная — включала в себя расплывчатое упоминание о том, что его предок был удостоен чести от короля Генриха VII, чей проект (с дополнениями в скобках, представляющими поправки, которые должны быть внесены в последующий проект) гласил: «Джон Шекспир … чьи родители и покойные предшественники(дедушка), за доблестную и верную службу, были отмечены и вознаграждены благоразумнейшим королём Генрихом Седьмым славной памяти, с тех пор, как они продолжали … присной памяти и досточтимые…» («John Shakespeare … whose parentes and late antecessors [grandfather] were for there [his] valeant and faithefull service advaunced and rewarded by the most prudent prince king Henry the Seventh of famous memorie, sythence whiche tyme they have continewed … in good reputation and credit …»). После длительного бездействия 20 октября 1596 г. Уильям Детик (William Dethick) из Геральдической палаты предоставил ему оружие. Большинство историков считают, что сын Джона Уильям сделал повторный запрос после своего литературного и финансового успеха в Лондоне. В этом запросе также упоминалось, что Джон Шекспир женился на «дочери и наследнице Ардена, досточтимого джентльмена».

## Брак с местной дворянкой

Арденский герб

Он женился на Мэри Арден, одной из Уорикширских Арденов, девушке из местной дворянской семьи а также племяннице отца Джона Шекспира, Ричарда Шекспира. Неизвестно, когда именно они поженились, но предполагают, что около 1557 г., поскольку существует запись о крещении «Джоан Шекспир, дочь Джона Шекспира» («Joan Shakespeare, daughter to John Shakespeare»), датированная 15 сентября 1558 г.
У Шекспиров было восемь детей:
- Джоан (крещена 15 сентября 1558 г., умерла во младенчестве),
- Маргарет (крещ. 2 декабря 1562 г.). – похоронена 30 апреля 1563 г.),
- Уильям (крещ. 26 апреля 1564 г.). – ум. 23 апреля 1616 г.),
- Гилберт (крещ. 13 октября 1566 г.). – пох. 2 февраля 1612 г.),
- Джоан (крещ. 15 апреля 1569 г.). – пох. 4 ноября 1646 г.),
- Анна (крещ. 28 сентября 1571 г.). – пох. 4 апреля 1579 г.),
- Ричард (крещ. 11 марта 1574 г.). – пох. 4 февраля 1613 г.) и
- Эдмунд (род. 3 мая 1580 г.). – пох. Лондон, 31 декабря 1607 г.).[15]

## Риски и финансовые проблемы
В конце 1570х гг. для Шекспира наступили трудные времена, которые продлились до начала 1590х гг. Он не присутствовал на заседаниях совета, посетив их всего один раз (5 сентября 1582 г.) за период с января 1577 г. по 6 сентября 1586 г., когда и потерял должность олдермена за постоянную неявку. В 1592 г. он был зарегистрирован как один из нескольких местных мужчин, не посещавших церковные службы, опасаясь ареста за долги. Записи указывают, что его также преследовали в 1570е гг. за ростовщичество и за незаконную торговлю шерстью. Такого рода торговля была бы выгодна его перчаточному бизнесу, если он избегал посредников. В 1570 г. его обвинили в предоставлении ссуды Уолтеру Массуму (Walter Mussum) на сумму 220 фунтов стерлингов (что было эквивалентно более 50 000 фунтов стерлингов в 2007 г.), включая проценты. На момент смерти Массума всё его состояние стоило 114 фунтов стерлингов, или едва ли половину того, что одолжил ему Джон Шекспир. Финансовый риск был лишь одной стороной его потенциально сложной деловой активности. Закон называл ростовщичество «самым отвратительным и мерзким пороком» и налагал суровые наказания на всех уличённых в данной практике, даже хотя бы в малой степени. Закон гласил, что любой уличённый в незаконной ссуде денег под проценты, лишается всех ссуженных ему денег, а также у него конфискуются любые причитающиеся проценты, ему также грозит штраф и возможное тюремное заключение. Джон Шекспир также занимался нелегальной торговлей шерстью в 1571 г., когда он приобрел 300 тодов (или 8,400 фунта (3,8 кг))шерсти.
В 1576 г. Шекспир оставил общественную жизнь в Стратфорда. Он был освобождён от налогов, которые должен был оплачивать поддерживающим его горожанам и деловым партнёрами, и они держали его имя в списках в течение десяти лет, возможно, надеясь, что за это время он сможет вернуться к общественной жизни и восстановить своё финансовое положение, однако он так никогда и не сделал этого. Он упоминается в местных записях в 1597 г., когда продал некоторую собственность торговцу тканями Джорджу Бэджеру.
Джон Шекспир был похоронен 8 сентября 1601 г. в церкви Святой Троицы в Стратфорде.

## Характер и религиозные убеждения

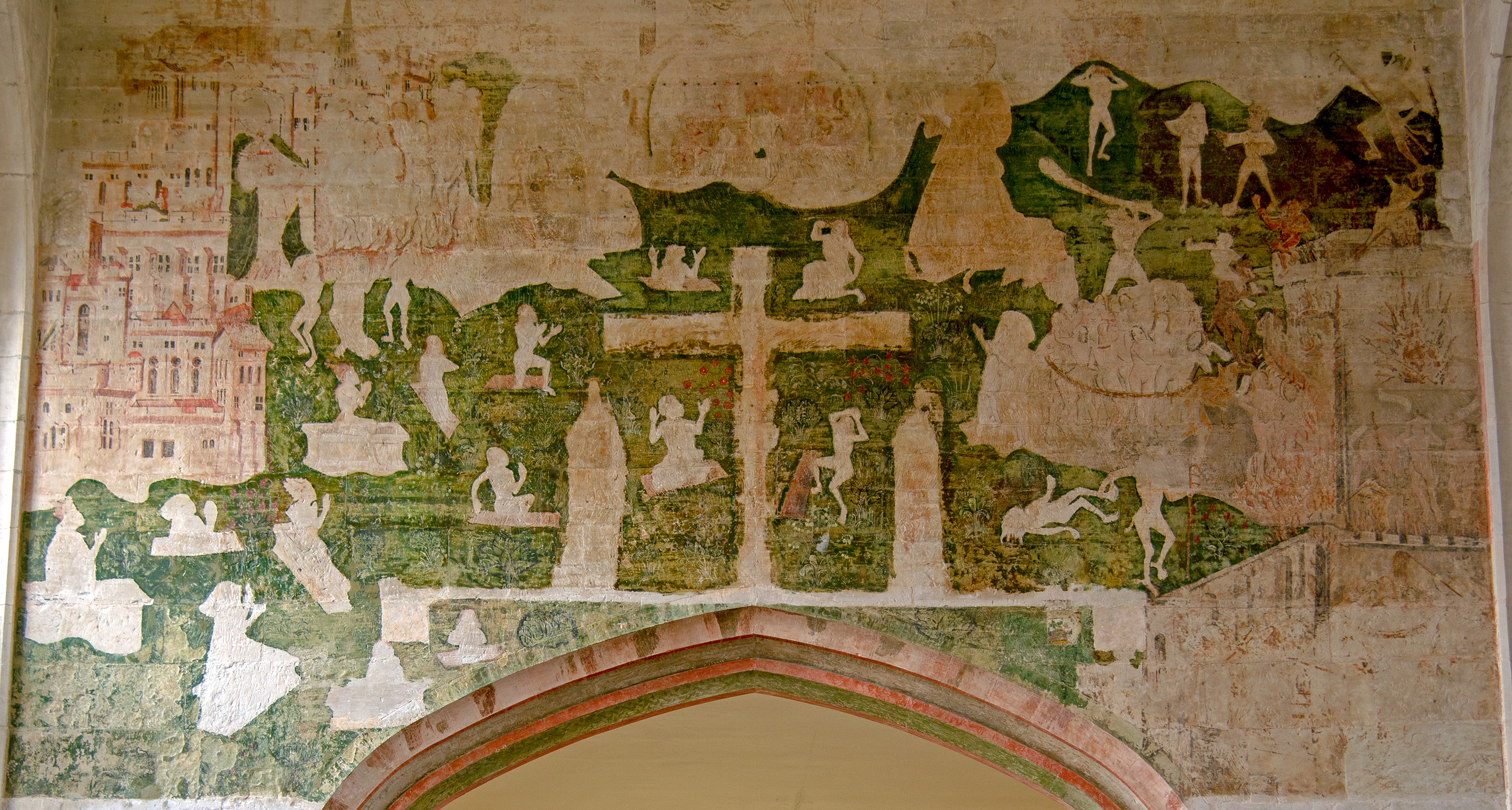
Восстановленные настенные росписи часовни Гильдии в Стратфорде-на-Эйвоне, испорченные Шекспиром.

Единственное сохранившееся свидетельство о личности Шекспира — это записка, составленная Томасом Плюмом через 50 лет после смерти отца Уильяма Шекспира. Плюм пересказывает разговор с сэром Джоном Меннесом (1599—1671), заявившем, что однажды встретил Джона в своем магазине; он описывал его «весёлого щекастым стариком» (merry cheeked old man), сказавшем о своём сыне, что «Уилл был хорошим честным парнем, и он запросто шутил с ним в любое время» (Will was a good honest fellow, but he durst have cracked a jest with him at any time). Как указывает Кэтрин Дункан-Джонс, это невозможно, поскольку Меннесу было 2 года на момент смерти Джона Шекспира. Она полагает, что Плюм мог записать рассказанный Меннесом анекдот, со слов отца последнего.
Шекспир и его ближайшие родственники были членами англиканской церкви. Джона Шекспира избирали на несколько муниципальных должностей, для чего требовалось быть членом церкви с хорошей репутацией. Крещение Уильяма Шекспира и его братьев и сестер было внесено в приходской церковный реестр, равно как и захоронения членов семьи. Джон Шекспир, исполнявший обязанности городского камергера и в соответствии с указом Елизаветы I от 1559 г. об удалении «всяких признаков суеверия и идолопоклонства с мест отправления культа» (all signs of superstition and idolatry from places of worship), некоторое время замызвал фрески часовни Гильдии Святого Креста в 1560е или 1570е гг.; в свидетельствах того времени подробно говорится о том, что он платил два шиллинга за «изображения в часовне» (defasyng ymages in ye chapel).
Однако ряд учёных считает, что есть доказательства того, что несколько членов семьи Шекспира были тайно рекузантами-католиками. Мэри Арден сама была из католической семьи. Трактат, по-видимому, подписанный Джоном Шекспиром, где он клялся оставаться католиком в своем сердце, был найден в XVIII в. в стропилах дома на Хенли-стрит. Его видел и описал ученый Эдмонд Мэлоун, но, по-видимому, впоследствии он был утерян. Энтони Холден пишет, что формулировка трактата, о которой сообщил Мэлоун, связана с завещанием, написанным Карлом Борромео и распространенным в Англии Эдмундом Кампионом, копии которого всё ещё существуют на итальянском и английском языках. Другое исследование предполагает, что завещание Борромео датируется не ранее 1638 г. и никогда не могло принадлежать Джону Шекспиру. Первый лист документа был подделан Джоном Джорданом, который приобрёл рукопись и попытался её опубликовать.